# MENA
MENA је акроним на енглеском језику који се односи на Средњи исток и северну Африку, што одговара Великом средњем истоку.